# Rock im Park
Rock im Park, stor musikfestival förlagd till Zeppelinfeld i Volkspark Dutzendteich i Nürnberg i Tyskland. Den går av stapeln i maj eller början av juni varje år. Festivalen 2015 ägde rum 5−7 juni och besökarantalet var ca 75 000.